# وارداوار

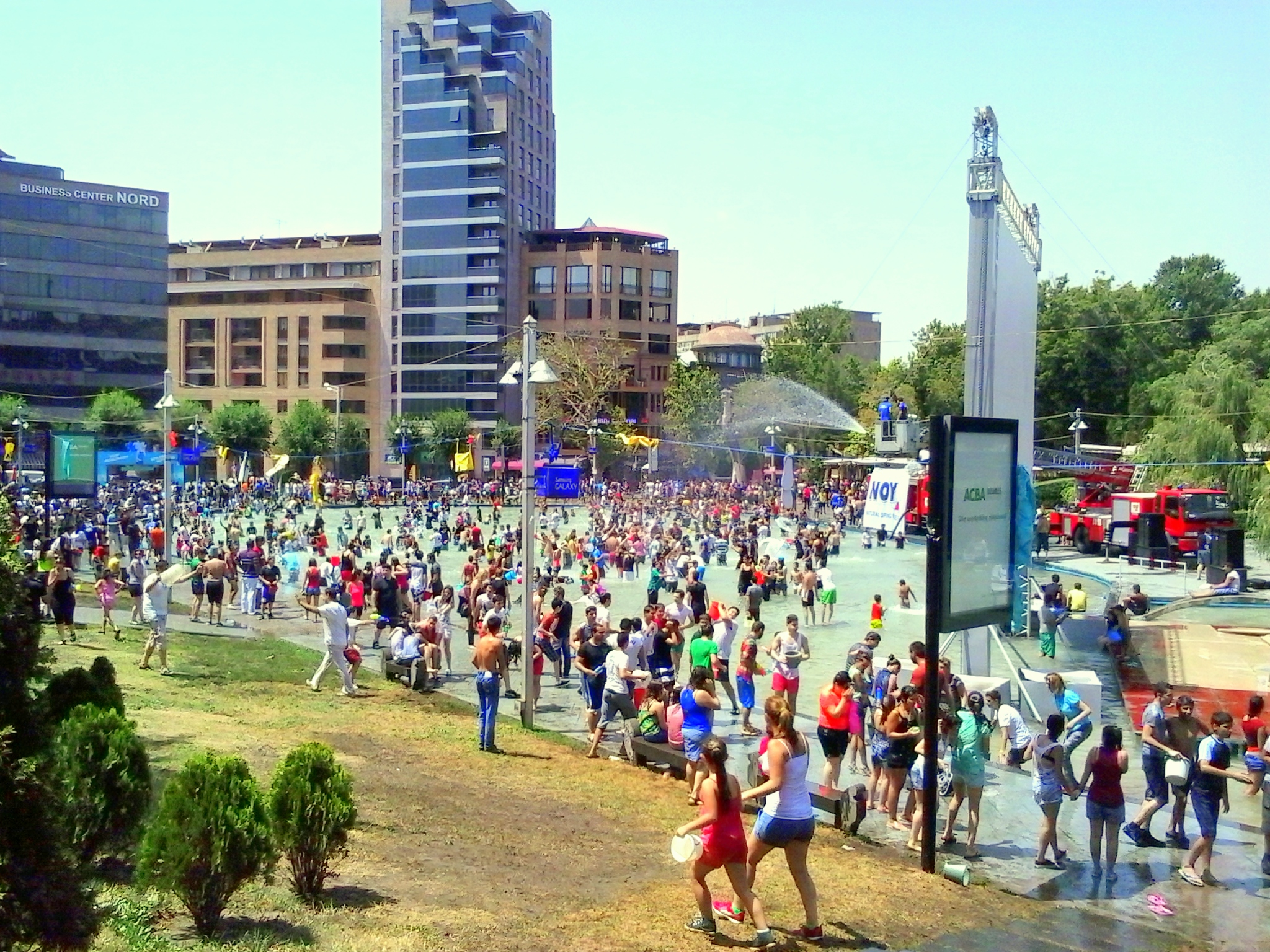
وارداوار در ارمنستان

وارداوار یا وارتاوار (به زبان ارمنی Վարդավառ - به زبان لاتین Vardavar)، (به زبان ارمنی، پایتساراگربوتیون- Պայծառակերպություն)، یکی از جشن‌های مهم کلیسای حواری ارمنی و از جشن‌های مشترک آشوریان و ارمنیان است.

## ریشه نام وارداوار
یکی از کهن‌ترین جشنهای مشترک آشوریان و ارمنیان می‌باشد که آشوریان آنرا نوسردیل یا نوسرد می‌گویند. بیشتر محققانی که اعیاد پیش از مسیحیت ارمنیان را بررسی کرده‌اند، جشن وارداوار را جشن مربوط به الهه آستقیک می‌دانند.

«وارتاپت ملیک پاشایان» در «کتاب پرستش ایزد بانو آناهید، چاپ ایروان ۱۹۶۸ میلادی» می‌نویسد:
«وارداوار در زبان سانسکریت به معنی وارت (آب)، وار (پاشیدن) و شستن است. بدین سان وارداوار به معنی آب پاشی است.»

«غوند آلیشان» واژه وارداوار را از ریشه وارد می‌داند و با جشن آستقیک در پیوند می‌بیند.
«ارمنیان با گفتن و جشن گرفتن وارداوار در پایان سال، در روزهای افزوده که آغاز ماه آگوست است و در فلات ارمنستان هنوز خنکی بهاران وجود دارد، خود را وقف آستقیک می‌کردند.»

## جشن آستقیک
ارمنیان به هنگام برگزاری جشن آستقیک به آن ایزدبانو گل نثار می‌کردند. در روایتی گفته می‌شود که گل سرخ قبلاً به رنگ سفید بوده‌است، سپس روزی که خار گل سرخ پای آستقیک را زخمی کرد و خون او بر گل چکید، گل رنگ عوض کرد و دیگر همیشه به رنگ سرخ است. از پرندگان نیز کبوتر به او منسوب بوده چون بنابر روایات کتبی در روز برگزاری جشن وارداوار که مخصوص اوست، بنابر عادت کبوتر هوا می‌کردند. در آن روز به او گل سرخ هدیه می‌کردند، و در آن روز مردم به همدیگر آب می‌پاشیدند.
باستان شناسان در حفاریهایی که در نقاط مختلف ارمنستان (سوان، آراگاتس و گارنی) به عمل آوردند، تندیسهای مار و ماهی کشف کردند. ارمنیان به این گونه تندیسها «ویشاب» می‌گویند. مار و ماهی در ارمنستان باستان سمبل آب بود.

## جشن وارداوار در کلیسای ارمنی

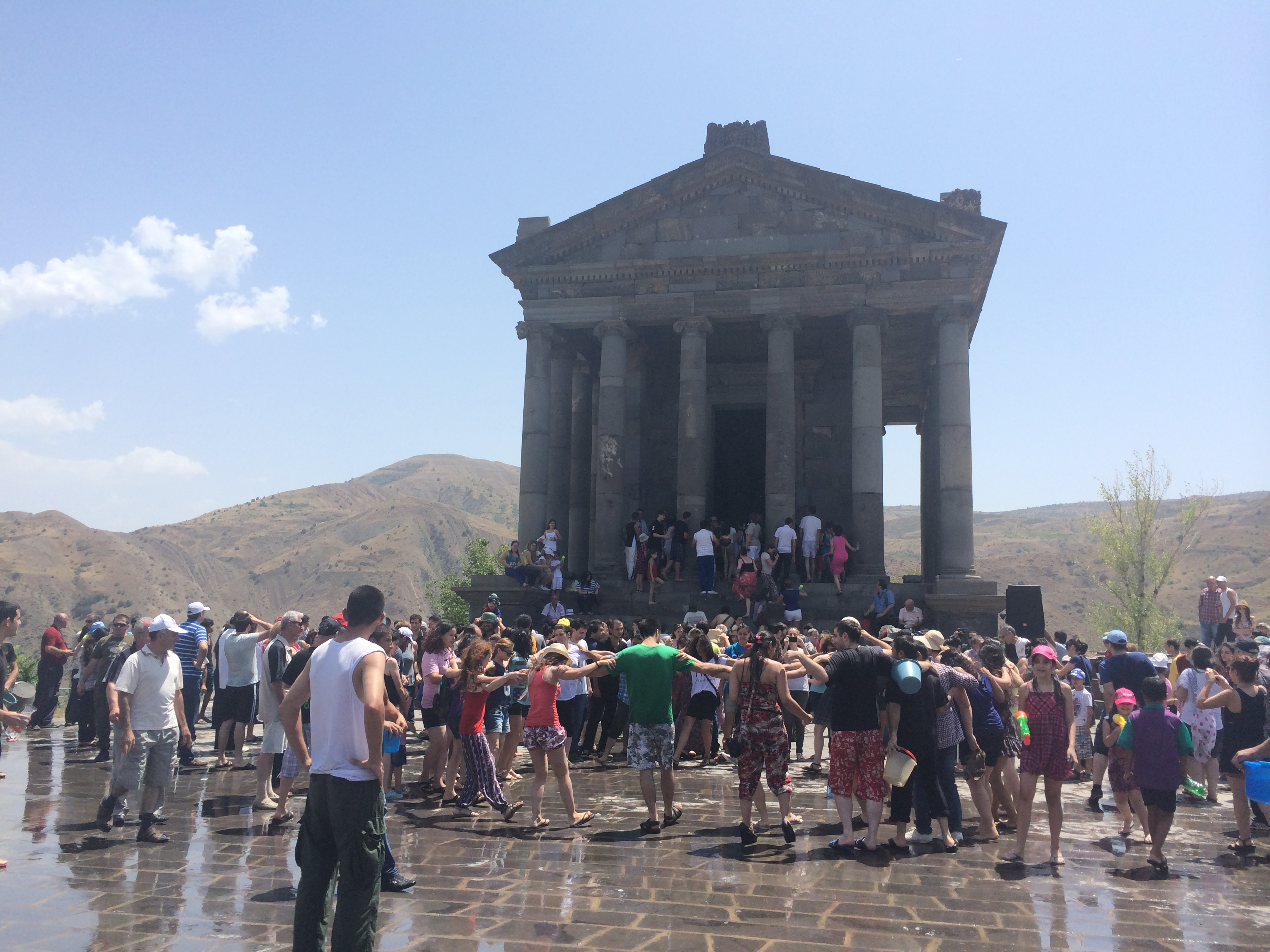
وارداوار در معبد گارنی (۲۰۱۴)

دگرگونی سیما (به ارمنی:آیلاگربوتیون) یا درخشندگی سیمای مسیح (به ارمنی:پایتساراگربوتیون)، یکی از جشن‌های مهم کلیسا است که (وارداوار) نیز می‌نامند و یکی از پنج جشن بزرگ کلیسای ارمنی است. گریگور روشنگر فرمود که به جای این جشن بزرگ اساطیر، جشن درخشندگی سیمای مسیح بر فراز کوه طبریه را قرار دهند.

انجیل‌ها، دگرگونی سیمای عیسی را این گونه شرح می‌دهند: 
«عیسی به همراه پطرس، یعقوب پسر زبدی و یوحنا از شهر دور می‌شود و برای نیایش به کوه می‌رود؛ و در حالی که عیسی نیایش می‌کرد، نور خورشید درخشنده شد و جامه اش چون برف سپید شد. اندکی بعد، موسی و الیاس نیز نمایان شدند و با او سخن گفتند. چهره عیسی چنان درخشان و نورانی شد که سراسر کوه را غرق در نور کرد. حواریون از این درخشندگی از خواب سنگین بیدار شدند و چهره درخشان استاد خود و آن دو کس را دیدند که عیسی با آنان به گرمی سخن می‌گفت. پتروس حواری بهت زده و دستپاچه جرات یافت که سکوت را بشکند و بگوید:استاد، خوب است که ما این‌جا بمانیم. او پیشنهاد کرد که سه سایبان فراهم کنند. در آن دم، ابری روشن آنان را فرو پوشاند و حواریون وحشت زده به زمین افتادند. از میان پرتوهای نور بانگی رمزآلود شنیده شد:او پسر عزیز من است، و من از او خشنودم. او را فرمانبرداری کنید. عیسی به حواریون نزدیک شد و گفت:برخیزید،نترسید. حواریون آهسته به بالا نگریستند و تنها استاد خود را دیدند.»

آواز دینی آن روز در ستایش دگرگونی سیمای مسیح بر فراز کوه طبریه است. این که این آواز دینی «قانون سال نخست وارداوار» نام دارد و به نام یکی از جشن‌های دوران باستان ارمنیان است. در آواز دینی آمده‌است: 
«بر فراز کوه با دگرگونی سیمایت نشان دادی نیروی خداوندی ات را، تو را ستایش می‌کنیم، ای پرتو مینوی.»
«پرتو فره تو را نشان دادی و با درخششی چون خورشید آفریدگان را روشن کردی، تو را می ستاییم ای پرتو مینوی. با درخشش سهمگین شاگردانت را بیمناک کردی، در رخوتی شگرف، به عشق فره خدایی ات، تو را می ستاییم، ای پرتو مینوی.»

## تاریخ برگزاری جشن
| سال  | روز      |
| ---- | -------- |
| ۲۰۱۰ | ۱۱ ژوئیه |
| ۲۰۱۱ | ۳۱ ژوئیه |
| ۲۰۱۲ | ۱۵ ژوئیه |
| ۲۰۱۳ | ۷ ژوئیه  |
| ۲۰۱۴ | ۲۷ ژوئیه |
| ۲۰۱۵ | ۱۲ ژوئیه |
| ۲۰۱۶ | ۳ ژوئیه  |
| ۲۰۱۷ | ۲۳ ژوئیه |
| ۲۰۱۸ | ۸ ژوئیه  |
| ۲۰۱۹ | ۲۸ ژوئیه |
| ۲۰۲۰ | ۱۹ ژوئیه |
| ۲۰۲۱ | ۱۱ ژوئیه |
| ۲۰۲۲ | ۲۴ ژوئیه |
| ۲۰۲۳ | ۱۶ ژوئیه |
| ۲۰۲۴ | ۷ ژوئیه  |

## در فرهنگ عامه
وارداوار در قسمت دوم از فصل سوم خانه سرگرمی میکی ماوس در ۱ مارس ۲۰۲۴ نمایش داده شد. مینی لباس اشتباهی را برای جشن وارداوار انتخاب می‌کند سپس آنها در حال خوردن خوروواتس (BBQ ارمنی) و تان (نوشیدنی ماست ارمنی) دیده می‌شوند. این قسمت اولین نمایش فرهنگ ارمنی در دیزنی است.

## نگارخانه

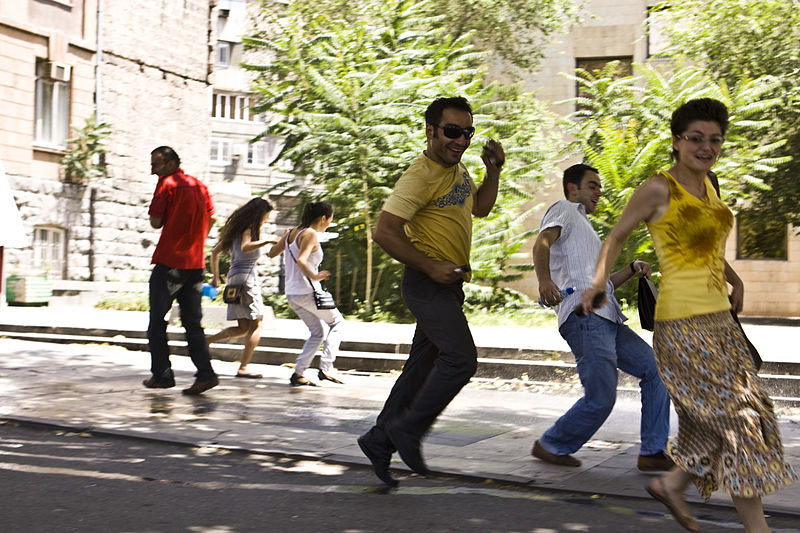
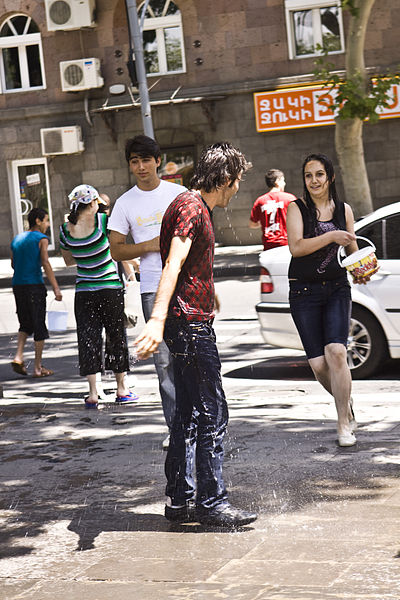
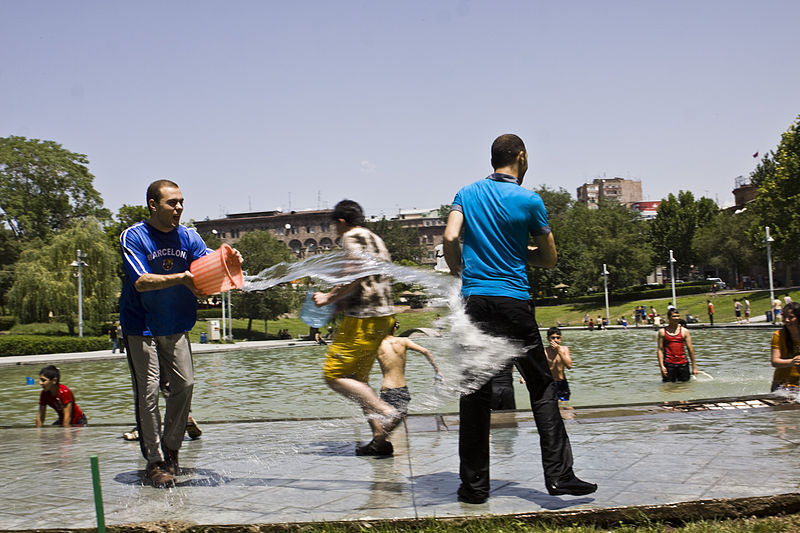
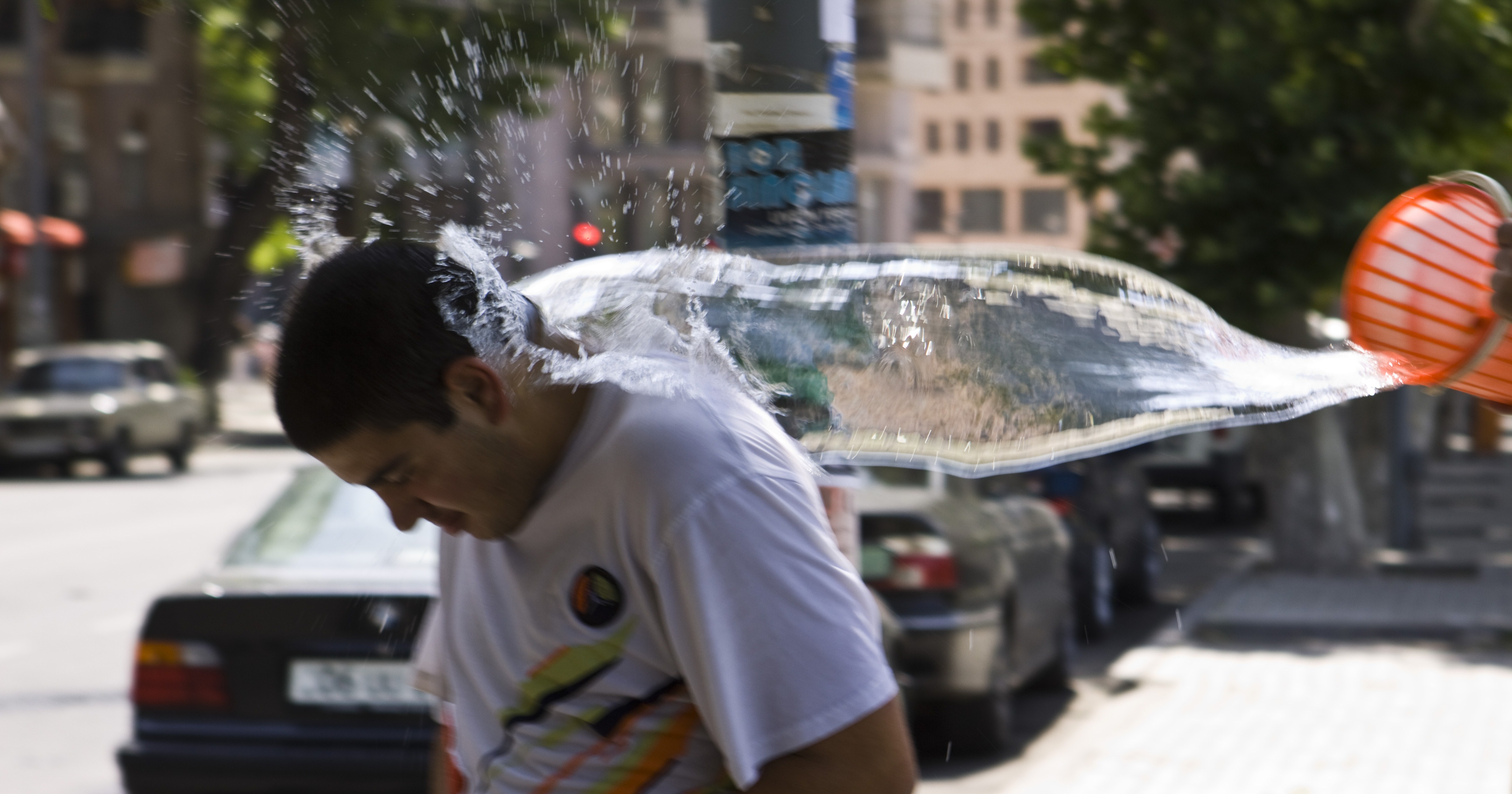
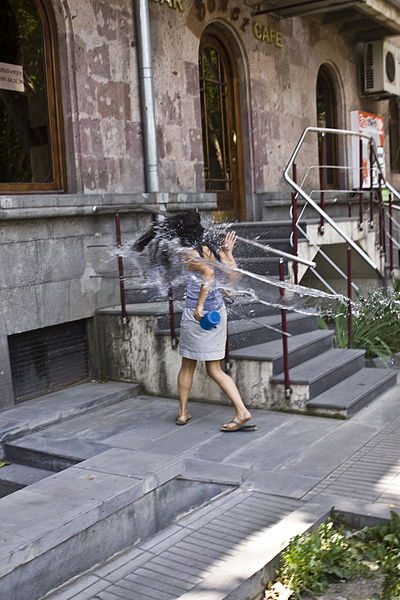